# Gary Germaine
Gary Germaine (sinh ngày 2 tháng 8 năm 1976) là một cựu cầu thủ bóng đá, thi đấu cho Scunthorpe United và Shrewsbury Town ở Football League. Ông cũng thi đấu ở USA for Wichita Wings, Major Indoor Soccer League, Kansas City Wizards, Major League Soccer và Nashville Metros - USL1. Sau khi giải nghệ, Germaine có một thời gian ngắn trở thành goal kicker tại NFL cùng với Tennessee Titans.